# Miloš Mlejnik
Miloš Mlejnik, slovenski violončelist in pedagog, * 4. februar 1947, Ljubljana. 
Ljubezen do violončela je nasledil po očetu in od njega dobil tudi prve napotke za igro na tem instrumentu. Na Akademiji za glasbo v Ljubljani je diplomiral leta 1970 v razredu prof. Otona Bajdeta, pri njem je končal tudi podiplomski študij, izpopolnjeval pa se je še pri treh slavnih mojstrih violončela, Siegfriedu Palmu na Visoki glasbeni šoli v Kölnu, pri Enricu Mainardiju in pri Andreju Navarri. V letih 1977 do 1990 je bil čelist-solist orkestra Slovenske filharmonije. Od leta 1979 je profesor na Akademiji za glasbo, pedagoško dejaven je še kot vodja številnih poletnih šol za violončelo doma in v tujini. Kot koncertant je pogosto gost domačih in tujih koncertnih odrov, bodisi kot solist z različnimi spremljevalci in orkestri, bodisi kot član komornih sestavov klavirskega tria Arcadia in godalnega kvarteta Tartini. Koncertiral je domala v vseh državah Evrope večkrat tudi v Združenih državah Amerike, Južne Amerike in Azije. Nastopil je na mnogih uglednih mednarodnih festivalih, med drugim je kot solist igral z orkestrom Slovenske filharmonije v slovitem Carnegie Hallu v New Yorku, leipziškem Gewandhausu, v Schauspielhausu v Berlinu in na Praški pomladi.
Miloš Mlejnik je eden vodilnih slovenskih glasbenih umetnikov, violončelist izbrušene tehnike, polnega plemenitega tona in elementarne muzikalnosti. Ima obsežen repertoar, ki stilno sega od predklasike v današnji čas, precej slovenskih skladateljev je svoja dela, ki jih je krstno izvedel, napisalo prav zanj. Prejel je vrsto priznanj, med njimi I. nagrado na tekmovanju Alfred Vorster Preis (Köln 1972), II. nagrado na mednarodnem tekmovanju F. Mendelssohna-Bartholdyja (Berlin 1972), I. nagrado na jugoslovanskem Tekmovanju mladih glasbenih umetnikov (Zagreb 1973), I. nagrado na 10. mednarodnem tekmovanju komorne glasbe (Colmar 1977) in nagradi Prešernovega sklada 1984 kot solist in 2001 kot član kvarteta Tartini.
Na predlog Akademije za glasbo mu je po upokojitvi Univerza v Ljubljani 2017 podelila naziv zaslužnega profesorja.